# Розширена нотація Бекуса — Наура
Розши́рена фо́рма Бе́куса — На́ура (англ. extended Backus–Naur form, EBNF) є розширеною формою нотації Бекуса — Наура (BNF) — метасинтаксичної нотації. Початково розроблена Ніклавсом Віртом, сьогодні вона існує в багатьох варіантах, перед усім — ISO-14977.

## Базові відомості
Коди, наприклад, вихідні коди комп'ютерних програм складаються із термінальних символів. До термінальних символів належать видимі літери, цифри, знаки пунктуації, прогалини тощо.
EBNF визначає продукції, що співставляють послідовності із нетермінальними символами.
```
цифра без нуля = "1" | "2" | "3" | "4" | "5" | "6" | "7" | "8" | "9" ;
цифра          = "0" | цифра без нуля;
```

Це правило продукції визначає нетермінальний символ «цифра», що знаходиться в лівій частині. Вертикальна риска позначає альтернативу, а термінальні символи знаходяться в лапках. Таким чином, цифра це або 0, або цифра без нуля, котра може бути 1 або 2 або 3 і так далі до 9.
Продукція також може включати як термінальні так і не термінальні символи, розділені комами:
```
дванадцять                     = "1" , "2" ;
двісті один                    = "2" , "0" , "1" ;
триста дванадцять              = "3" , дванадцять ;
дванадцять тисяч двісті один   = дванадцять , двісті один ;
```

Вирази, що можна пропускати або можуть повторятись слід записувати у фігурних дужках { … }:
```
натуральне число = цифра без нуля , { цифра } ;
```

В цьому випадку, рядки 1, 2, …,10,…,12345,… є правильними виразами. Для того, аби відобразити це, все, що взято у фігурні дужки може повторюватись необмежену кількість раз, або не з'являтись взагалі.
Можлива поява може відображатися застосуванням квадратних дужок [ … ]:
```
ціле = "0" | [ "-" ] , натуральне число ;
```

Тобто, ціле це або нуль (0), або натуральне число, перед яким може знаходитись знак мінус.
Також, EBNF має синтаксичні засоби для описання певної кількості повторень, для вилучення деякої частини продукції або для запису коментарів в EBNF-граматику.